# Lijst van beelden in Central Park
Dit is een lijst van beelden in Central Park in New York.
De afgelopen anderhalve eeuw hebben 29 beelden in de 3,41 km2 van Central Park gestaan. De meeste zijn gedoneerd door personen of organisaties en slechts een paar door de stad zelf. Veel oude beelden zijn van schrijvers en dichters en Amerikaanse personen zoals Daniel Webster. Andere beelden zijn van onder andere de zogenaamde Naald van Cleopatra, Alice in Wonderland en Duke Ellington.

## Echte personen

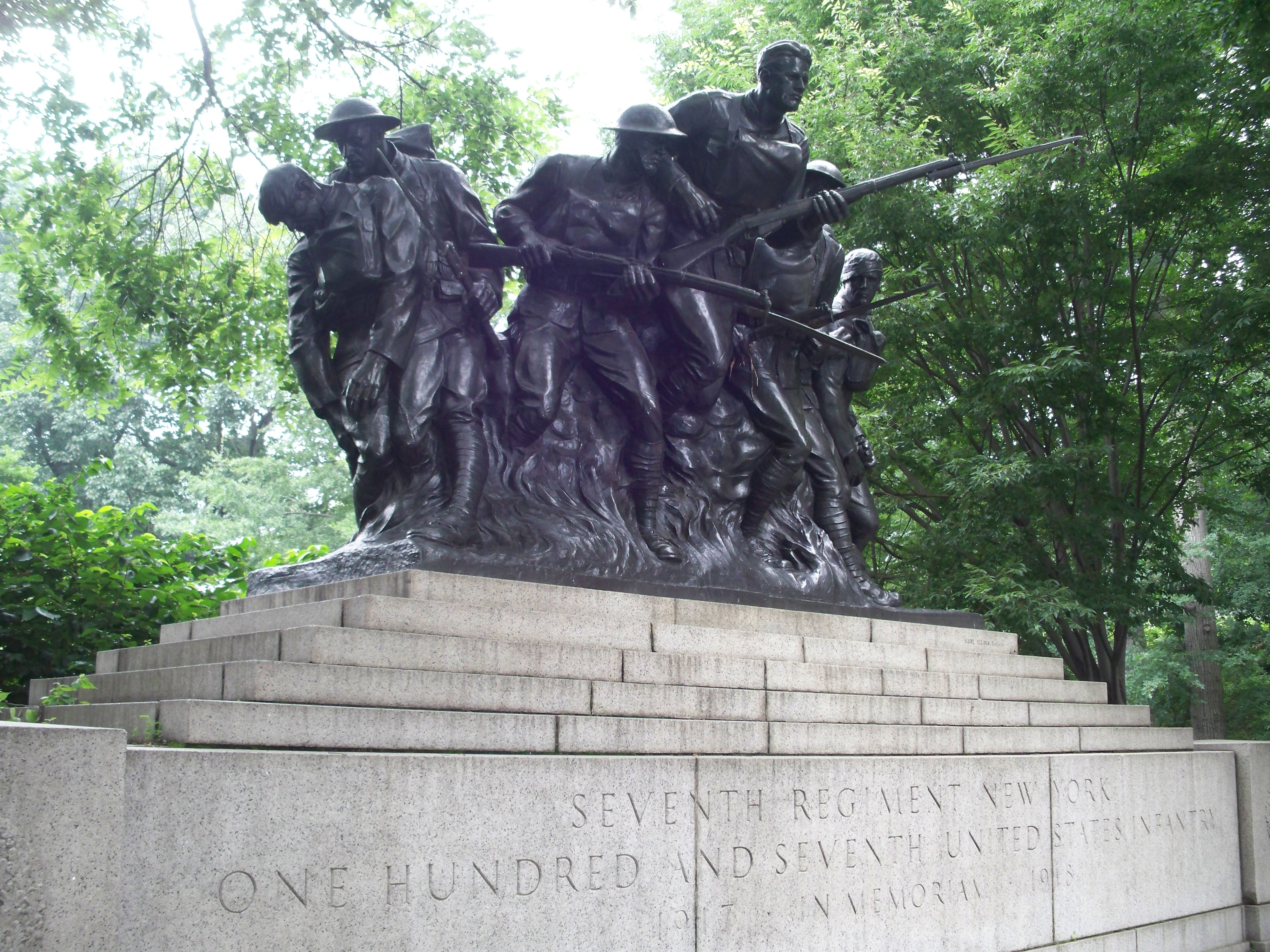
107th Memorial

- Het 107th Infantry memorial is opgedragen aan de mannen die tijdens de Eerste Wereldoorlog in de 107th New York Infantry Regiment vochten. Dit regiment was, zoals de naam zegt, gestationeerd in New York en bestond voornamelijk uit mannen uit de regio. Van de 3700 mannen die oorspronkelijk deel uitmaakten van het regiment waren er aan het einde van de oorlog 580 gedood en 1487 gewond, vier van de soldaten kregen een Medal of Honor. Het beeld bestaan uit zeven mannen; de rechter draagt twee handgranaten terwijl hij een gewonde soldaat ondersteund. Helemaal links draagt een soldaat een andere soldaat die dodelijk geraakt is. Het bronzen beeld is gedoneerd door de 7th-107th Memorial Committee en is ontworpen door Karl Illava, die tijdens WWI een sergeant was in de 107th. Het monument is bedacht in 1920, gemaakt in 1926-1927 en in het park geplaatst in 1927. Het beeld is te vinden bij de muur bij Fifth Avenue en 67th Street.

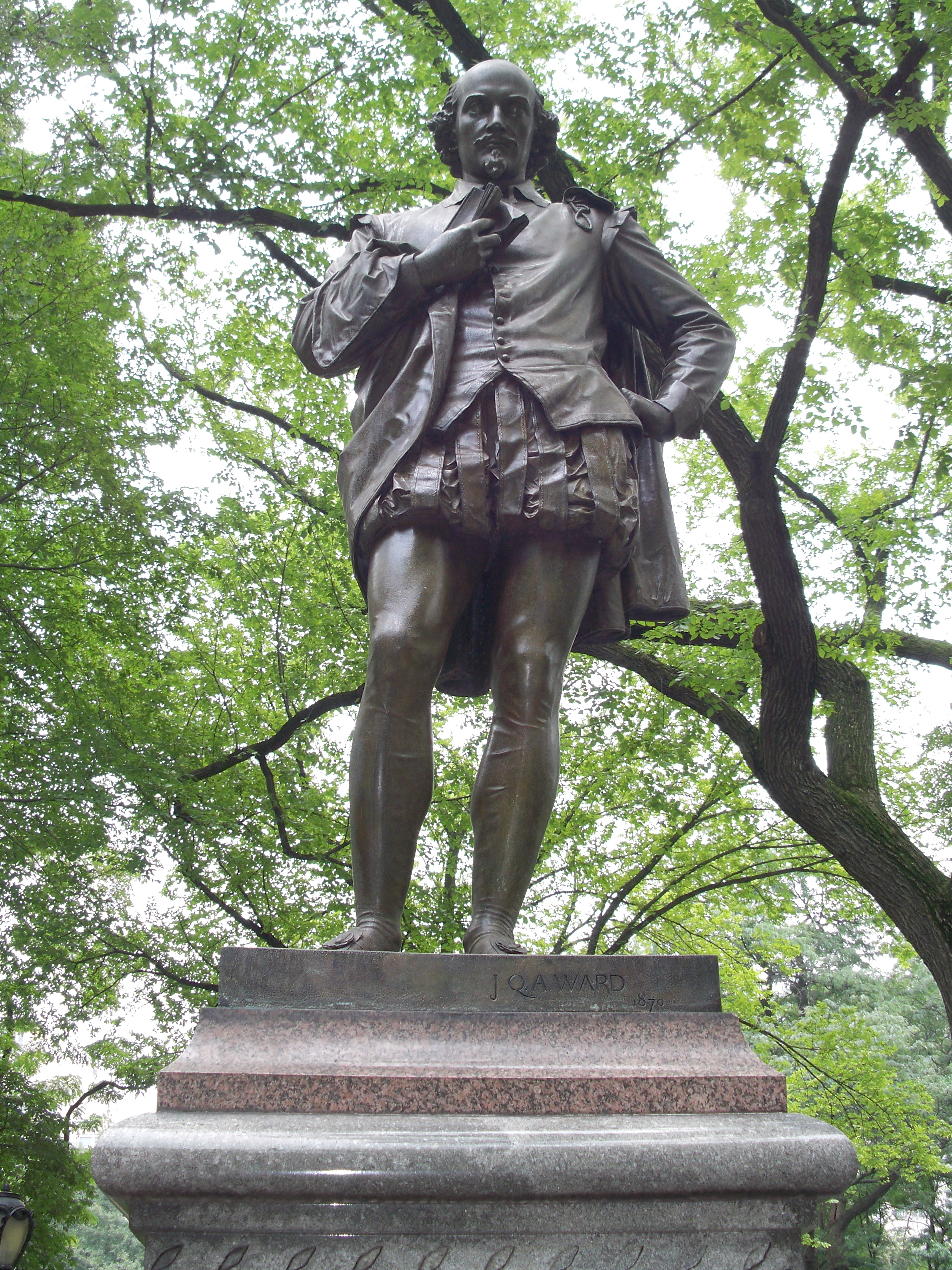
W. Shakespeare

- Het bronzen beeld van William Shakespeare op een stenen sokkel staat ten zuidoosten van Sheep's Meadow; het beeld is betaald uit opbrengsten van een benefietoptreden van Shakespeares Julius Caesar op 25 november 1864 in het Winter Garden Theatre waarin Edwin Booth, Junius Brutus Booth, Jr. en hun jongere broer John Wilkes Booth meespeelden. John Quincy Adams Ward heeft het beeld gemaakt, een artiest die meer beelden dan wie ook in New York heeft staan. Dit is zijn tweede werk van vier in totaal in Central Park.

- De bronzen buste van natuuronderzoeker Alexander von Humboldt door Gustav Blaeser staat sinds 1981 op een granieten sokkel bij Naturalists' Gate, bij 77th Street en Central Park West, tegenover een hoek van het American Museum of Natural History. Het monument is gedoneerd door een organisatie van Duitse Amerikanen en stond sinds 14 september 1869 op 59 Street en Fifth Avenue[2]. Er wordt gezegd dat Blaeser, die Von Humboldt kende, deels werkte vanaf een dodenmasker van Von Humboldt. Het brons is gegoten door Georg Ferdinand Howaldt in Braunschweig.

- De Burnett Memorial Fountain, opgedragen aan schrijfster Frances Hodgson Burnett, staat in Conservatory Garden sinds de heropening in 1936 en is een donatie van de Children's Garden Building Committee. Het is ontworpen en gemaakt door Bessie Potter Vonnoh tussen 1926 en 1936. Toen Burnett in 1924 overleed wilden enkele van haar vrienden haar eren met een gebied in Central Park. Ze kozen hiervoor het zuidelijke deel van de Conservatory Garden, bij 104th Street en Fifth Avenue. De twee figuren, een jongen met een fluit en een meisje met een kom, moeten Mary en Dickon voorstellen uit De geheime tuin.

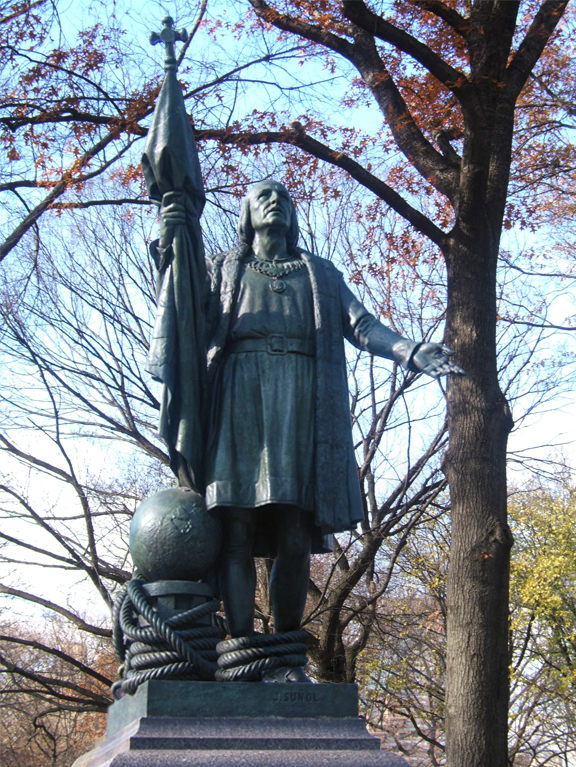
Christoffel Columbus

- In 1892 werd een beeld van Christoffel Columbus gedoneerd aan Central Park door de New York Genealogical and Biographical Society ter nagedachtenis aan de vierhonderdste verjaardag van zijn aankomst in de Amerika's. Het beeld is een replica van een beeld van Jeronimo Suñol uit 1892[3] welke op de Plaza de Colón in Madrid staat. De versie in New York is geplaatst in 1894 en is tegenwoordig een van twee beelden van Columbus - de ander staat op Columbus Circle. Columbus staat in het beeld met uitgestrekte armen en kijkt naar boven.

- Het bronzen beeld van Daniel Webster door Thomas Ball staat op een hoog granieten plint aan de voet van Strawberry Fields, ongeveer bij 72nd Street. Het beeld, gegoten in München werd door Gordon Burnham in 1876 onthuld. De plint bevat enkele van Websters beroemde teksten[4].

- Fitz-Greene Halleck wordt omschreven als de "minst bekende literaire persoon op Literary Walk", hoewel dit het enige monument is dat door de toenmalige president van de Verenigde Staten, Rutherford B. Hayes, onthuld is - in 1877, tien jaar na zijn dood in november 1867. Het monument is betaald door vrijwilligers. Tijdens de onthulling waren vele prominente gasten en sprekers aanwezig, onder andere generaal William T.Sherman en dichters Bayard Taylor, George Henry Boker en William Cullen Bryant. Het monument is gemaakt van brons door James Wilson Alexander MacDonald en staat vlak bij Literary Walk. Het beeld is grondig gerestaureerd door The Central Park Conservancy in 1983, 1992 en 1999.

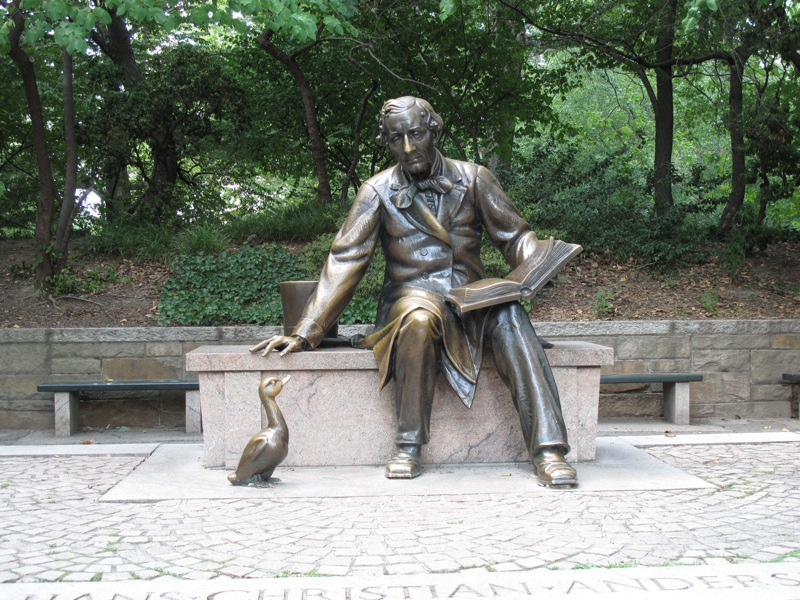
Hans Christian Andersen

- Het beeld van Hans Christian Andersen, de beroemde Deense sprookjesschrijver, toont hem zittend terwijl hij een verhaal voorleest aan een eend. Het werk is in 1956 gemaakt door Georg J. Lober met hulp van Deense en Amerikaanse schoolkinderen[5].

- Het beeld van Dr James Marion Sims door Thomas Ball is gegoten in München. Het staat bij Fifth Avenue en 103rd Street.

- Het Jagiello Grunwald Monument is een ruiterstandbeeld van Koning Władysław II Jagiełło van Polen en is het grootste beeld in Central Park. Het beeld herdenkt de middeleeuwse Slag bij Tannenberg, waar Poolse ridders, bijgestaan door Litouwse, Rutheense, Tsjechische en Tartaarse ridders, de Duitse Orde versloegen. Op beide kanten van de sokkel staat POLAND geschreven en aan de rechter voorkant is de naam van de artiest gegraveerd, Stanislaw K. Ostrowski, die dit bronzen monument maakte voor het Poolse paviljoen voor de Wereldtentoonstelling van 1939 in New York. Vanwege het begin van de Tweede Wereldoorlog bleef het beeld in New York staan; in juli 1945 werd het aan de stad New York gegeven en permanent in Central Park geplaatst. Het beeld staat aan de oostkant van Turtle Pond, tegenover Belvedere Castle en ten zuidoosten van Great Lawn[6].

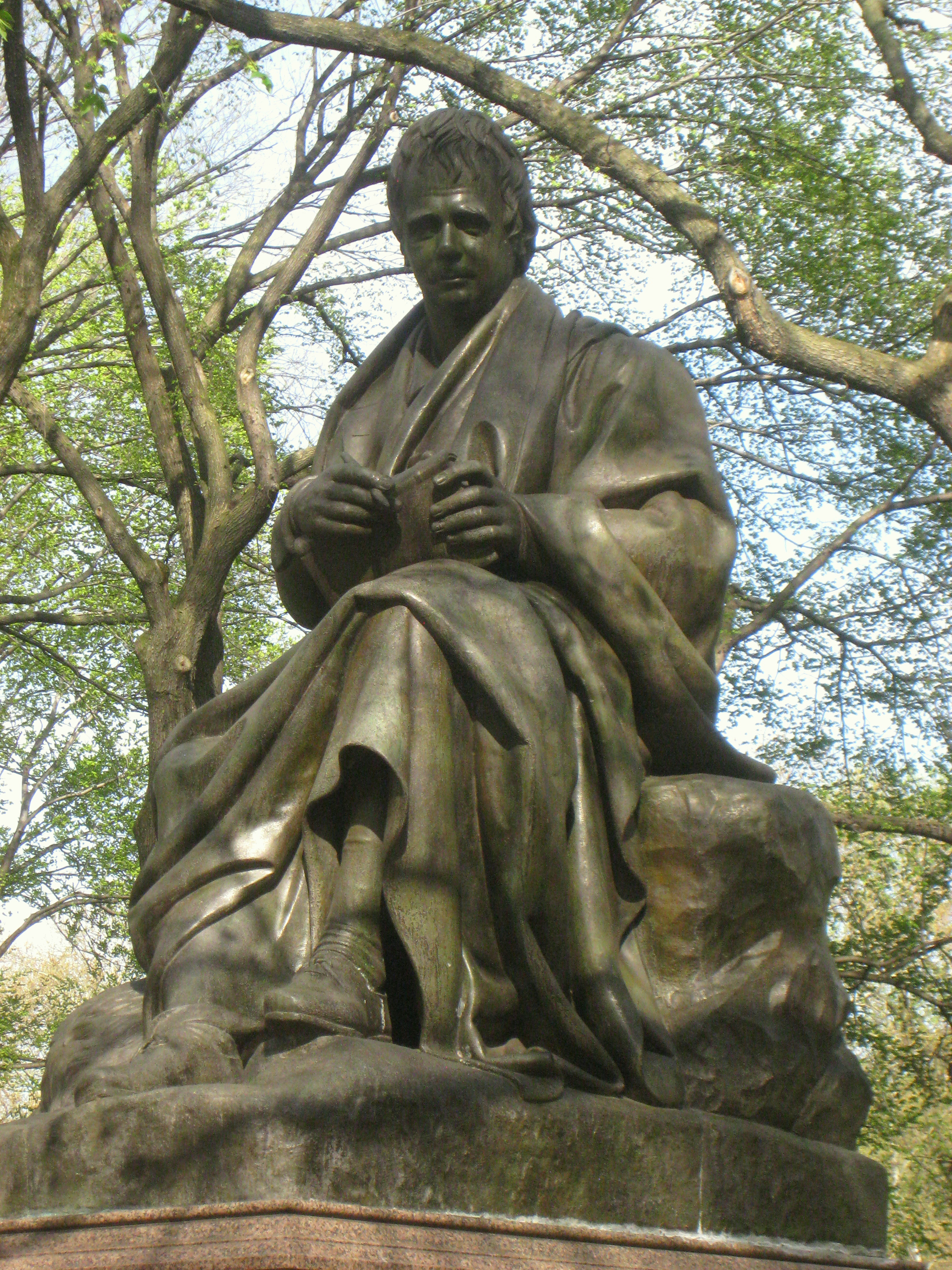
Walter Scott

- Van Sir Walter Scott en Robert Burns zijn bronzen beelden gemaakt door Sir John Steell, een Victoriaanse beeldhouwer. Het werk van Scott is uit 1872, het werk van Burns is uit 1880 en is het eerste standbeeld van Burns buiten Schotland. Het is een cadeau van de Saint Andrew’s Society of the State of New York en de Schots-Amerikaanse gemeenschap. Steell maakte het beeld aan de hand van een portret door Alexander Nasmyth uit 1787. Burns zit op een boomstronk met een ganzenveer in zijn hand. Hij denkt aan zijn liefde Mary Campbell, die op vroege leeftijd stierf. Op de sokkel staat het gedicht "Highland Mary", geschreven aan haar. Naast het beeld in Central Park staat hetzelfde beeld ook in Dundee (1880), Londen (1884) en Dunedin, Nieuw-Zeeland (1887).

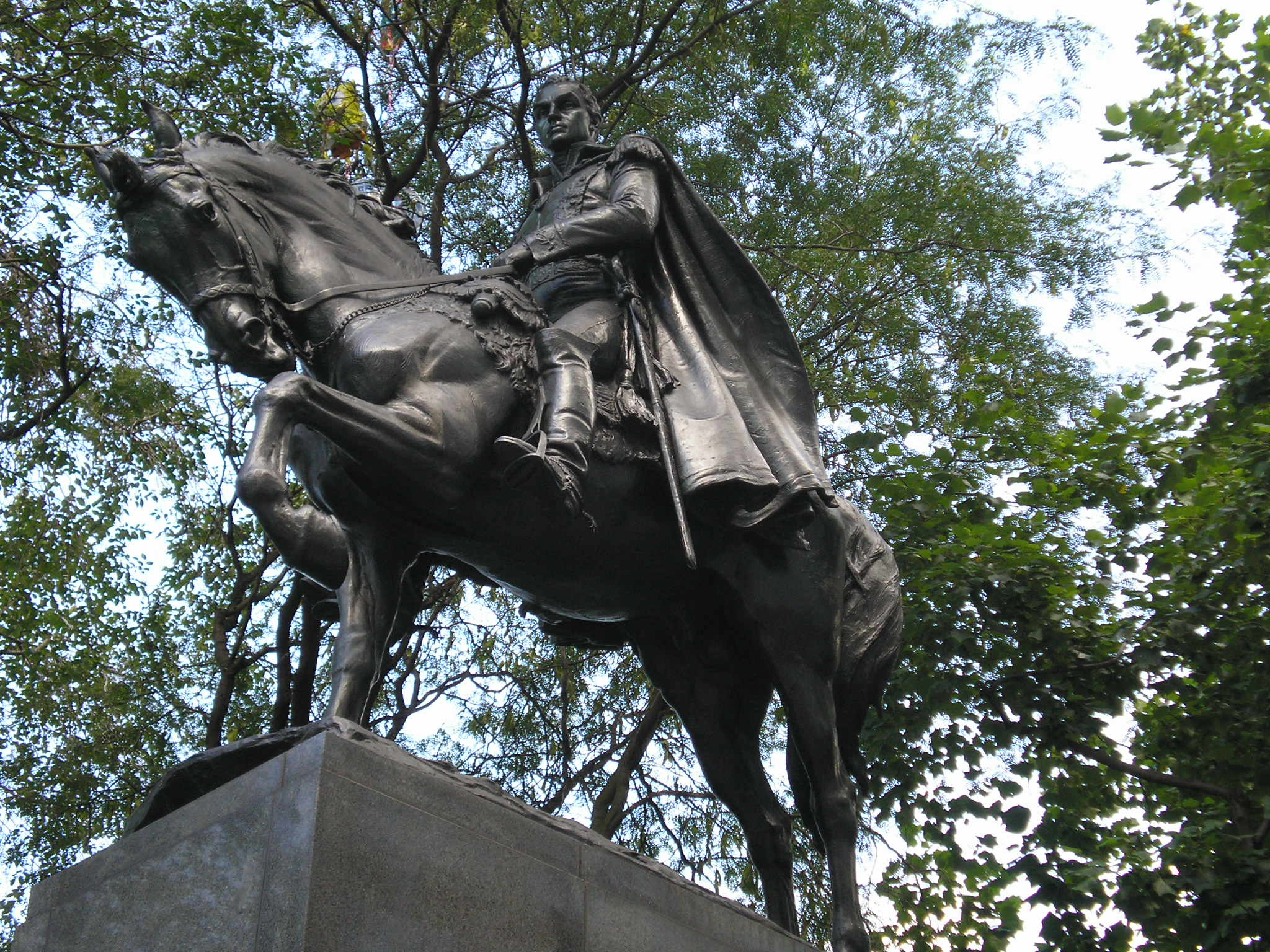
Simón Bolívar Monument

- Het ruiterstandbeeld van Simón Bolívar stond oorspronkelijk tussen 82nd en 83rd Streets, uitkijkend over Central Park West, waar het Bolívar Hotel ooit op uitkeek. Nadat Sixth Avenue in 1945 hernoemd werd naar Avenue of the Americas werd het beeld in de jaren vijftig verplaatst om naast het beeld van San Martín te staan.

- Het staande beeld van Alexander Hamilton, staande naast appelbomen ten westen van East Drive achter het Metropolitan Museum of Art is volgens de inscriptie op de granieten sokkel "gepresenteerd door John C. Hamilton in 1880". De donor was een afstammeling van Hamilton.

- Bij het Hunt Memorial staat een buste van architect Richard Morris Hunt, samen met twee andere figuren gemaakt door Daniel Chester French. Naast de buste staan kleine beelden, een met een hamer en palet in zijn handen, de ander met een model van het Administration Building van de Chicago World's Columbian Exposition, ontworpen door Hunt. De beelden zijn te vinden bij de buitenmuur bij Fifth Avenue en 70th Street, tegenover de Frick Collection, wat gebouwd is op de plek van de Lenox Library, ook ontworpen door Hunt. Het beeld van graniet en marmer is ontworpen door de Amerikaanse architect Bruce Price.

## Fictieve karakters

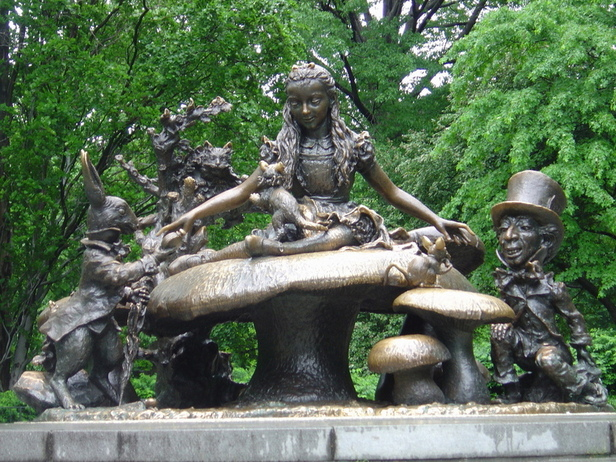
Beeld van Alice in Wonderland

- Een groot beeld beeldt Alice uit Lewis Carrolls klassieker Alice's Adventures in Wonderland uit. Het beeld is ten noorden van Conservatory Water te vinden, bij East 74th Street, Alice zit op een grote paddenstoel en reikt naar een zakhorloge die vastgehouden wordt door de Maartse Haas, gastheer van het theekransje. De Cheshire Cat kijkt over haar schouder, de Mad Hatter staat naast hem. Uitgever en filantroop George T. Delacorte Jr. bestelde het beeld bij José de Creeft ter ere van Delacortes overleden vrouw Margarito, en voor de kinderen van New York. Het beeld werd onthuld in 1959 en probeert John Tenniels Victoriaanse illustraties uit de eerste editie van het boek te kopiëren. In het terras rond het beeld staan enkele teksten uit boek. Ook Margaritas favoriete gedicht, "The Jabberwocky" staat er ook tussen, gebeiteld in een granieten cirkel om het beeld. Vele kinderen beklimmen het beeld, waardoor het brons glanst door alle handen die zo het beeld polijsten.

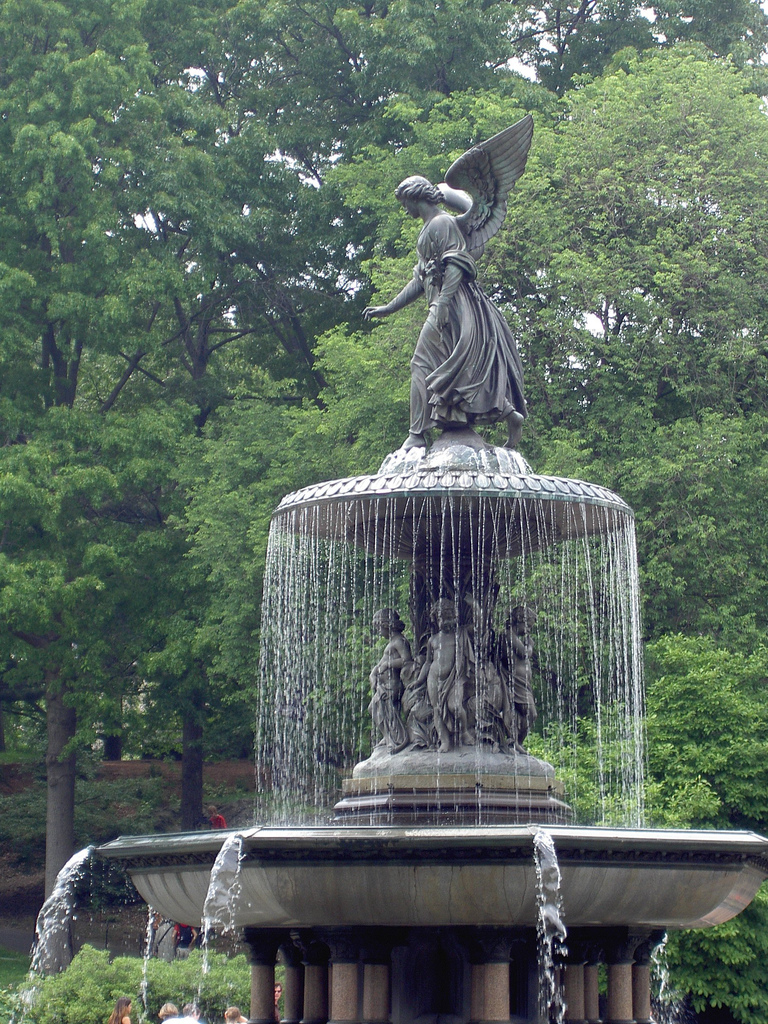
The Angel of the Waters

- De Bethesda-fontein The Angel of the Waters (De Waterengel) stond niet in het oorspronkelijke "Greensward Plan" van Frederick Law Olmsted en Calvert Vaux; het midden van het park werd "het waterterras" genoemd vanwege de plek naast The Lake, maar de plek werd bekend als Bethesda Terrace, genoemd naar de fontein die in 1873 werd onthuld. De brochure van de artiest tijdens de openingsceremonie bevatte een passage uit de Bijbel, waarin Bethesda genoemd werd, een bron in Jeruzalem. De fontein is ontworpen en gemaakt door Emma Stebbins en werd daarmee de eerste vrouw die de opdracht kreeg een sculptuur te maken voor New York. De fontein is gemaakt in 1868 maar werd pas in 1873 onthuld toen het park officieel "af" was. In 1988 heeft de Central Park Conservancy de fontein schoongemaakt en beschermd met een beschermende laag. Sindsdien wordt de fontein elk jaar gewassen en in de was gezet. De fontein staat in het midden van het park, aan de noordkant van 72nd Street.

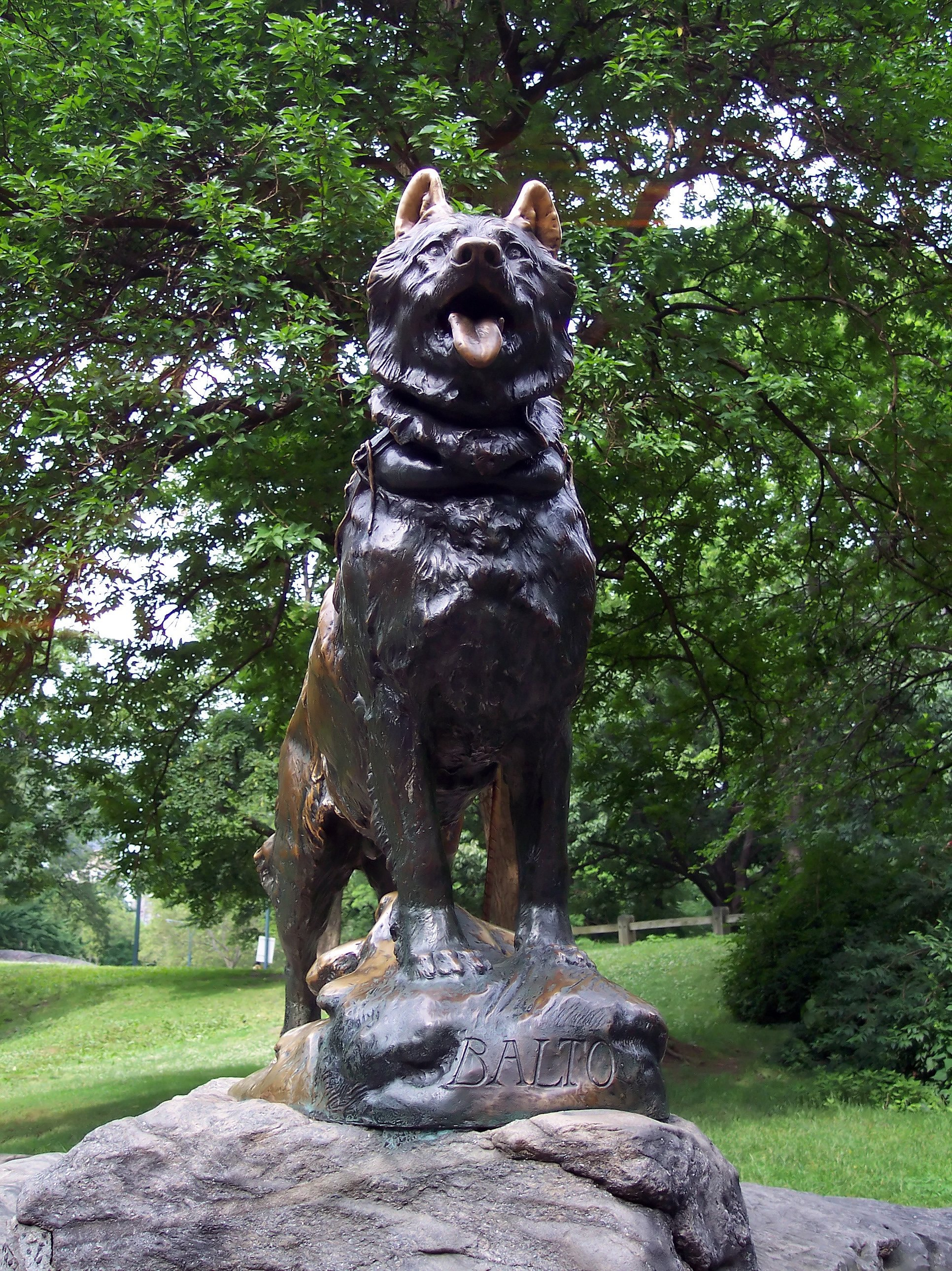
Balto

- Balto is opgedragen aan de sledehonden die diverse sledehondenteams door een sneeuwstorm hielpen in de winter van 1925 om medicijnen tegen difterie naar Nome, Alaska te brengen. Het beeld is iets groter dan de echte hond, en staat op een rots ten noorden van de Tisch-kinderboerderij. Het beeld is gemaakt door Frederick George Richard Roth en geplaatst in 1925. Zoals vele beelden in het park is het gemaakt van brons, en is gedoneerd door de Balto Monument Committee aan de stad New York. Onder het beeld is een klein plakkaat met een inscriptie die verwijst naar de tocht van de honden.

- De Indian Hunter van John Quincy Adams Ward uit 1866[7] werd getoond op de Wereldtentoonstelling van 1867 in Parijs en bezorgde de artiest zijn reputatie. Het was in 1869 het eerste beeld in Central Park van een Amerikaanse beeldhouwer en staat op een weg ten westen van The Mall, tussen The Mall en Sheep Meadow, ongeveer op 66th Street[8].

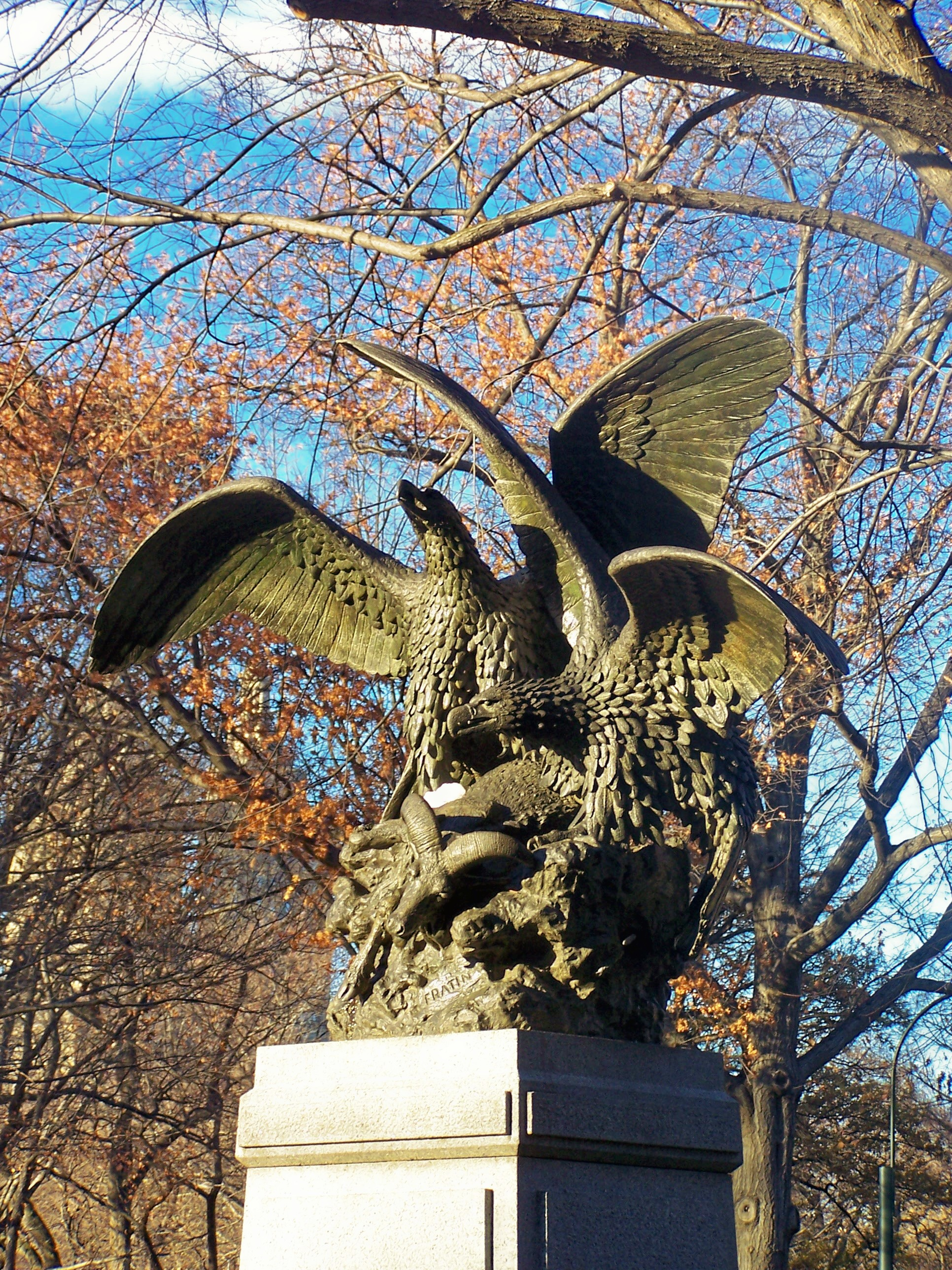
Eagles and Prey

- Eagles and Prey, ontworpen en gemaakt door Christophe Fratin, is het oudste beeld in welk park in New York dan ook. Het is gemaakt van brons, gegoten in Parijs in 1850 en in 1863 in het park geplaatst. Het beeld is gedoneerd door Gordon Webster Burnham, welke ook het beeld van Daniel Webster doneerde alsmede beelden in andere steden. Het monument beeld een geit tussen twee stenen uit, welke bijna wordt opgegeten door twee adelaars. Hun klauwen staan in de rug van de geit terwijl ze hun vleugels uitslaan.

- Still Hunt van beeldhouwer Edward Kemeys is in 1883 in het park geplaatst en is een bronzen beeld van een kruipende panter. Het staat op een rots aan de westkant van East Drive en heeft vele joggers laten schrikken vanwege de levensechte grootte en realistische uitdrukking. Terwijl andere beelden van dieren in het park op een sokkel staan, heeft Kemeys zijn beeld direct op een rots neergezet. Kemeys was zo geïnteresseerd in het uitbeelden van zijn dieren dat hij naar het westen van de VS is gereisd om ze in hun natuurlijke omgeving te zien.

- De Untermyer Fountain in Conservatory Garden is gedoneerd door de familie van Samuel Untermyer in 1947. De bronzen figuren, Three Dancing Maidens van Walter Schott, zijn in Duitsland gemaakt rond 1910[9].

## Andere Beelden

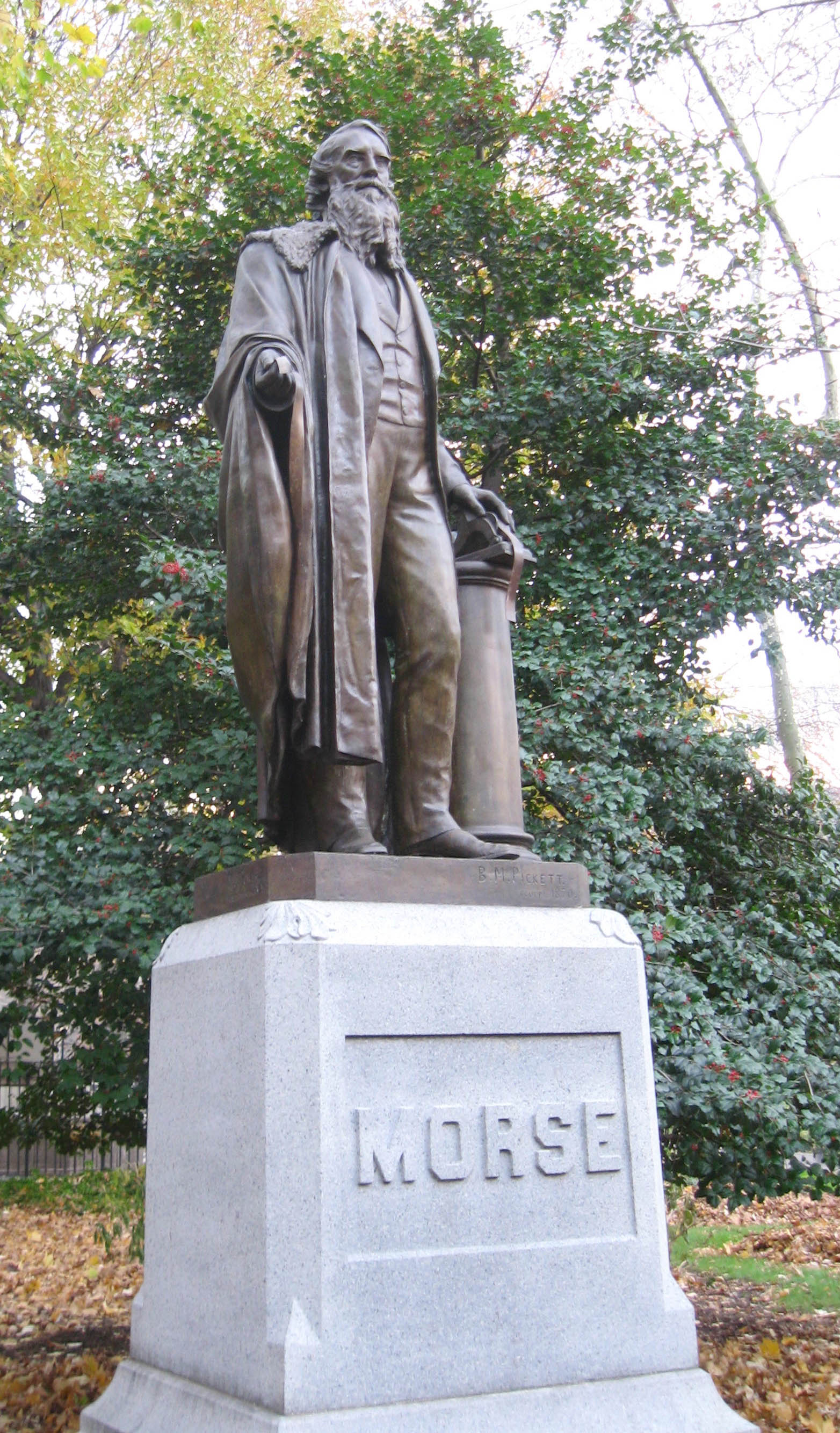
Samuel F. B. Morse

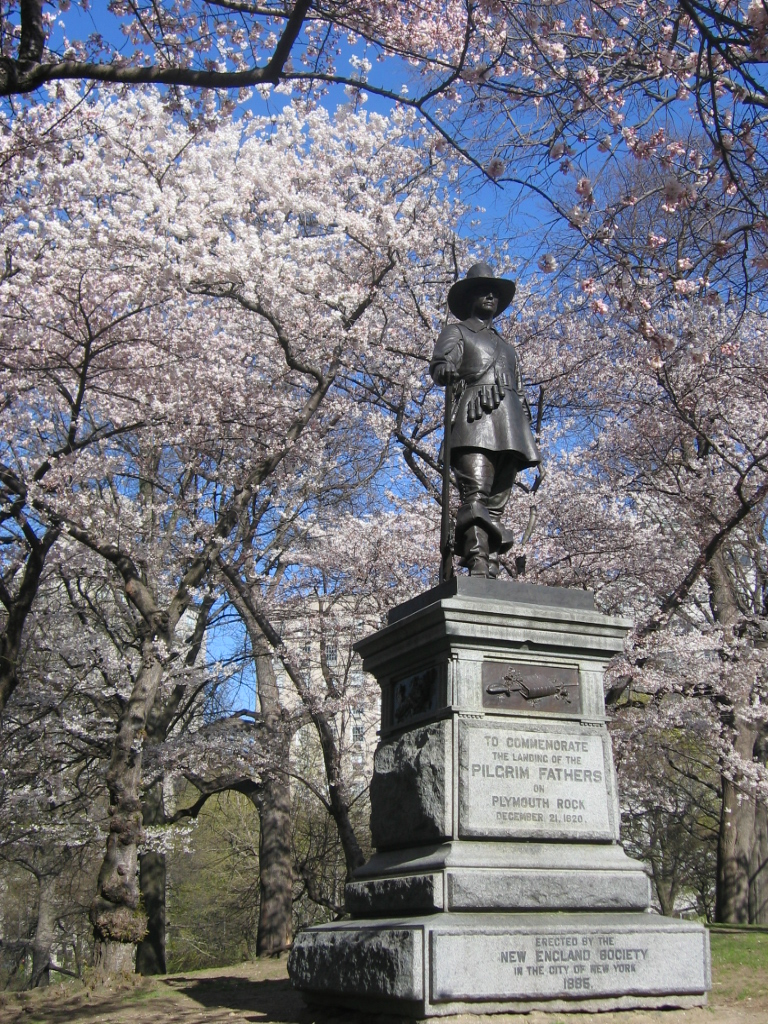
The Pilgrim

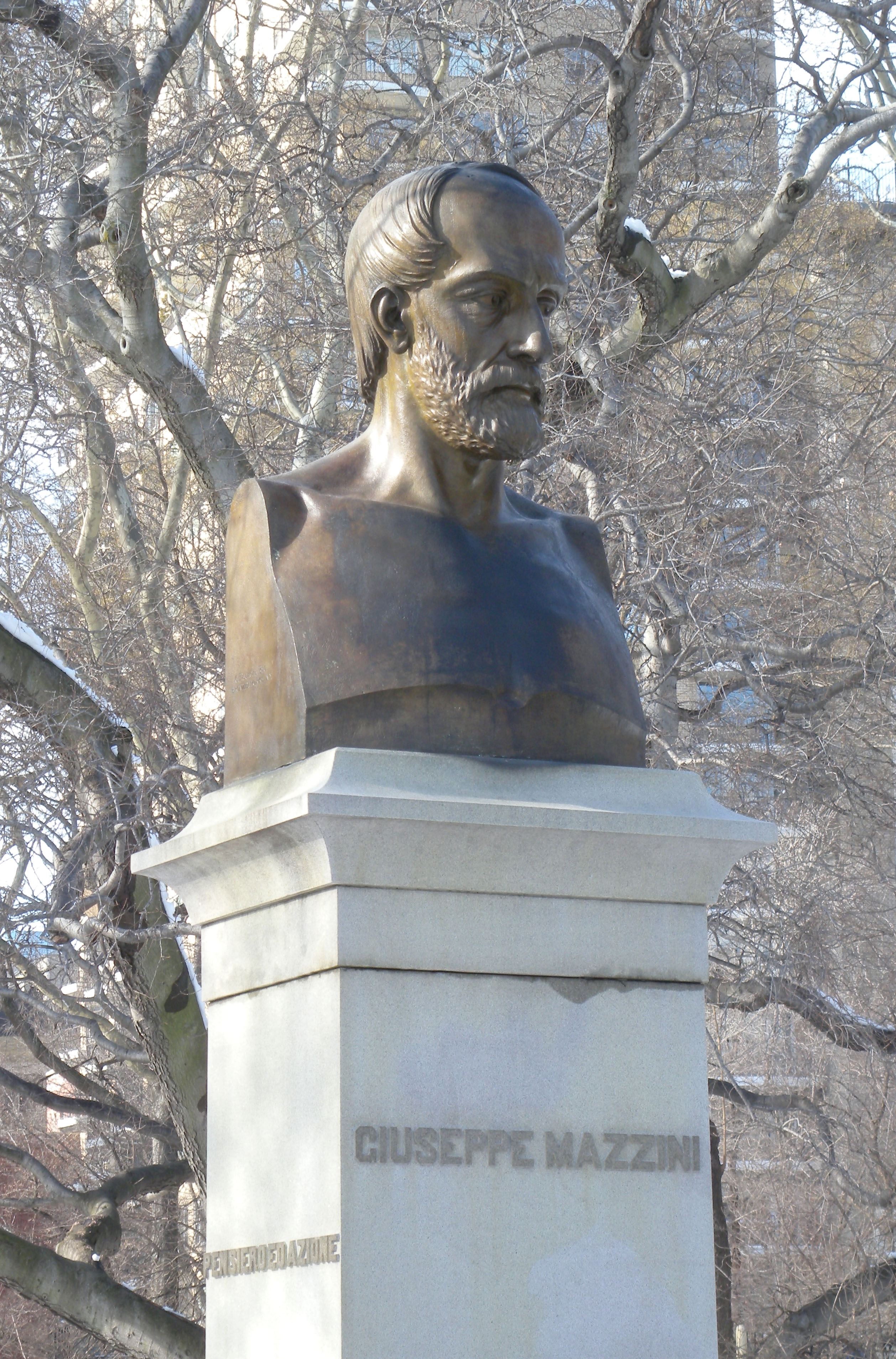
Giuseppe Mazzini ten westen van Sheep Meadow

- Friedrich Schiller, buste op Literary Walk
- José Martí
- Lehman Gates
- Buste van Victor Herbert door Edmund Thomas Quinn[10]
- Ludwig van Beethoven
- USS Maine (ACR-1) Monument
- Moeder de Gans, bij de ingang van Rumsey Play Field
- Obelisk/Naald van Cleopatra
- Romeo and Juliet (Delacorte Theater)
- Prospero and Miranda (Delacorte Theater)
- Sherman Monument
- Sophie Irene Loeb-drinkfontein
- The Falconer sculpture
- Tigress and Cubs
- José de San Martin
- Delacorte Musical Clock
- John Purroy Mitchel Monument, bij Engineers Gate bij 90th Street
- Bertel Thorvaldsen, bij de ingang van East 97th Street
- Fred Lebow
- Buste van Thomas Moore vlak bij The Pond
- 7th Regiment Civil War monument, aan West Drive tegenover Sheep Meadow

Daarnaast zijn er tijdelijke tentoonstellingen van beelden in de Doris Freedman Plaza, een gebied van kasseien en beton bij de zuidoostingang van het park, achter Sherman Monument.